# Marek Żydowicz
Marek Żydowicz (ur. 2 lipca 1959 w Świeciu) – polski historyk sztuki, organizator Camerimage – Międzynarodowego Festiwalu Sztuki Autorów Zdjęć Filmowych, promotor działań artystycznych, producent filmowy i reżyser. Założyciel Fundacji Tumult w Toruniu. Pełnomocnik ministra kultury do realizacji programu „Znaki Czasu”.

## Życiorys
Zadebiutował na przeglądzie filmowym Droga ku nowej Europie.
W 1993 roku zorganizował pierwszy festiwal Camerimage w Toruniu. Jako nagrodę ustanowiono złotą żabę – symbol Torunia. W roku 2000 z powodu konfliktów personalnych przeniósł festiwal do Łodzi, w 2009 do Bydgoszczy a w 2018 z powrotem do Torunia. Fundacja Tumult nadal mieści się w Toruniu, gdzie zajmuje duży protestancki zbór na Rynku Nowomiejskim na potrzeby wystawiennicze i artystyczne.
Autor scenariusza i reżyser filmu fabularnego Owoce miłości nakręconego w roku 2001. Współproducent filmu Kilka kromek chleba (2005), producent wykonawczy filmu Trzy spełnione marzenia (2003) oraz reżyser i scenarzysta filmu dokumentalnego Klik (2001). Współpracował z Peterem Weirem przy doborze polskiej części obsady filmu: Master and Commander oraz w 2006 roku współproducent filmu Davida Lyncha Inland Empire.

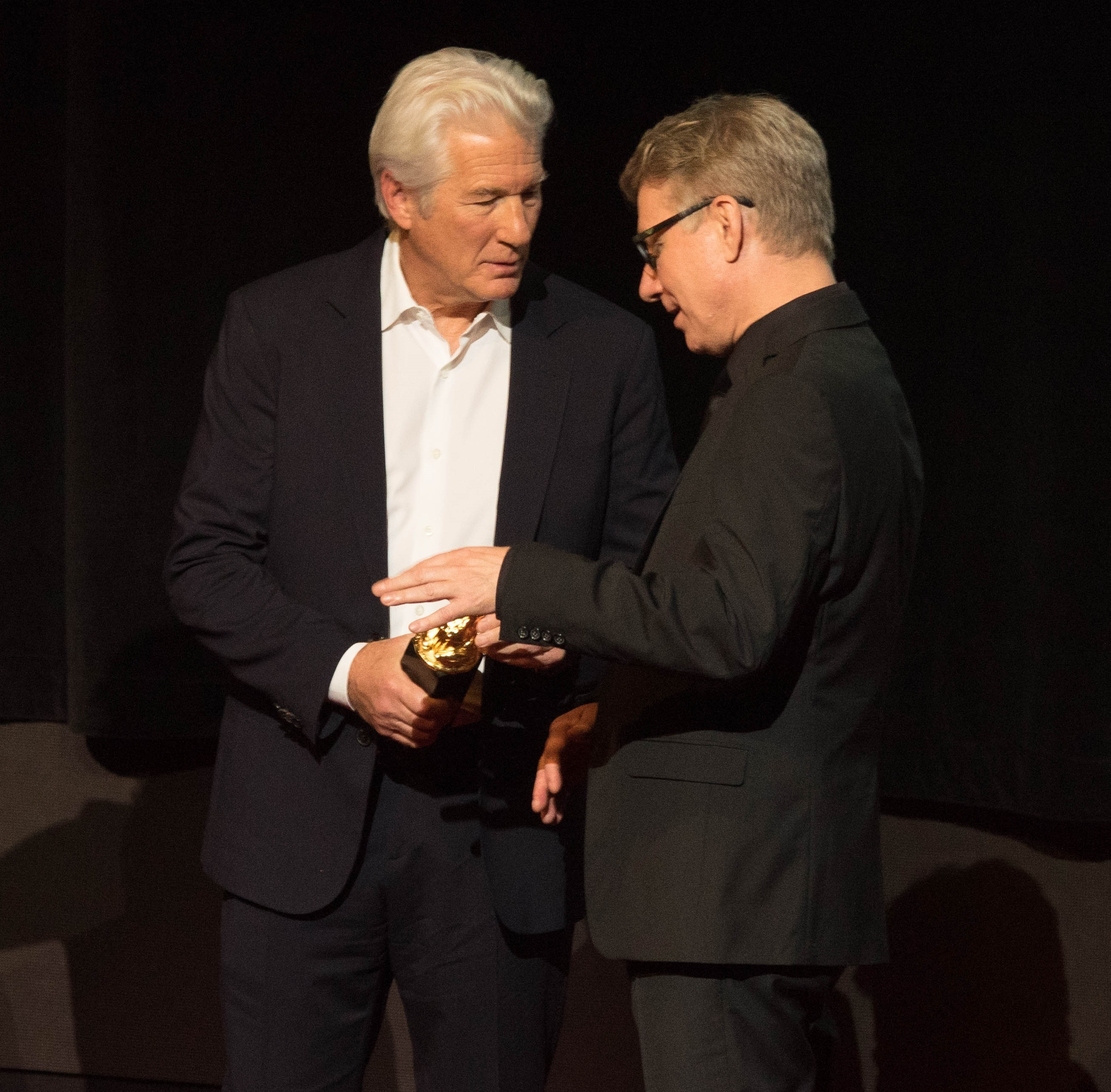
Richard Gere i Marek Żydowicz. Energa Camerimage 2019 Toruń.

## Nagrody
- 2003: uhonorowany Paszportem Polityki dla Kreatora Kultury za „organizację pierwszego w świecie festiwalu sztuki operatorskiej Camerimage, który rokrocznie gromadzi czołówkę artystów polskiego i światowego kina”.
- 2005: laureat nagrody specjalnej prezydenta Łodzi za organizowanie MF Sztuki Autorów Zdjęć Filmowych Camerimage – „imprezy, która daje efekty artystyczne, finansowe i promocyjne, a także uzupełnia ofertę edukacyjną łódzkiej filmówki”.
- 2006: otrzymał nagrodę Ministra kultury i dziedzictwa narodowego „za osiągnięcia w upowszechnianiu kultury”.
- 2011: laureat Złotego artKciuka, przyznanego na Interdyscyplinarnym Festiwalu Sztuk Miasto Gwiazd w Żyrardowie za przebojowość, wiedzę, fachowość, przekraczanie granic i odwagę w realizacji działań związanych z szeroko rozumianą sztuką filmową[3].

## Odznaczenia
Odznaczony Srebrnym Medalem „Zasłużony Kulturze Gloria Artis” (2005), Srebrnym Krzyżem Zasługi (2005) oraz odznaką honorową za Zasługi dla Samorządu Terytorialnego (2022).

## Rodzina

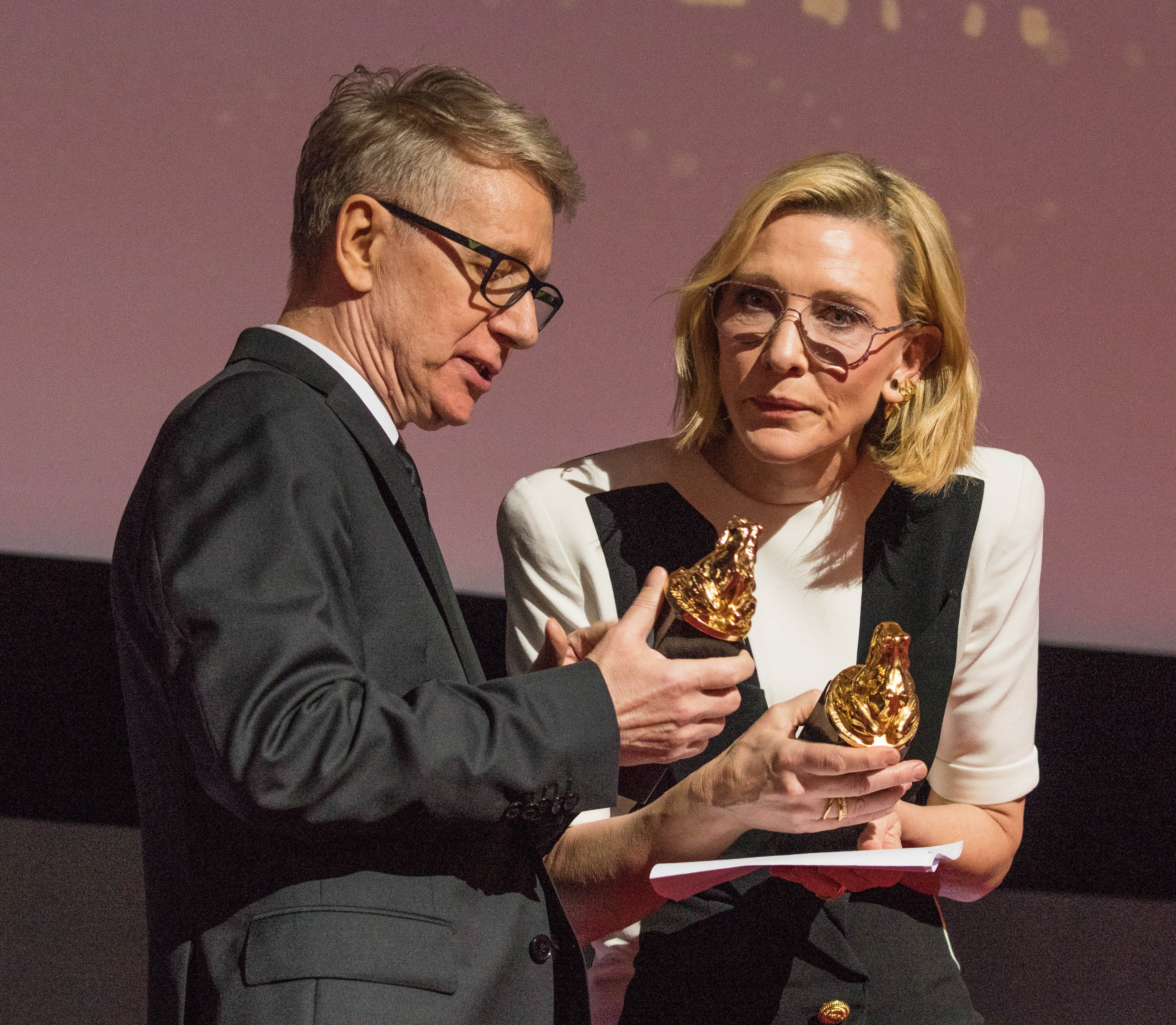
M. Żydowicz i C. Blanchett podczas Energa Camerimage 2024

Żona Małgorzata Żydowicz, psycholog. Syn Paweł Żydowicz, absolwent Łódzkiej Szkoły Filmowej, córka Joanna Żydowicz, absolwentka Łódzkiej Szkoły Filmowej, oraz Wydziału Zarządzania i Komunikacji Społecznej Uniwersytetu Jagiellońskiego.